# Gospel Life Center

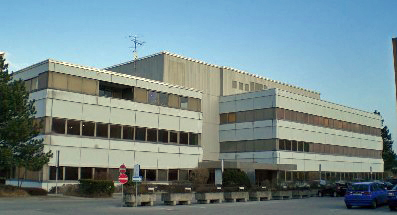
Gospel Life Center

Das Gospel Life Center e. V., kurz GLC (früher Wort des Glaubens – Christliches Zentrum e. V.) ist eine christliche Freikirche in Feldkirchen bei München. Es wird der sogenannten Wort-des-Glaubens-Bewegung (auch „Glaubensbewegung“ genannt) zugeordnet.
Organisiert ist das Gospel Life Center als ein gemeinnütziger Verein. Zu dem Verein gehören das Gospel Art STUDIO, ein Theatercafé, und das Gospel Art KOLLEG, eine Schule für darstellende Kunst.

## Geschichte
Der Ursprung des Gospel Life Centers liegt in einem Christlichen Zentrum, das 1982 aus einem Hauskreis einer Münchner Gemeinde entstand und zunächst in der Autharistraße in Harlaching ansässig war.
Die Gründer, John und Mirjana Angelina, hatten in den USA einen „Ruf“ vernommen, die u. a. von Kenneth Hagin und Kenneth Copeland in den USA vertretende „Glaubensbotschaft“ nach Deutschland zu tragen. Inhaltliche Schwerpunkte: wörtliche Interpretation der Bibel (wörtlich inspiriert und wahr), charismatische Ausrichtung des Gottesdienstes (Leitung meist durch theologische Laienprediger, die an Bibelschulen ausgebildet sind, jedoch nicht Theologie studiert haben, Schwerpunkt auf Verkündigung des Wortes Gottes, moderne Kirchenmusik und „Erweisungen des Heiligen Geistes“ in Form von Singen „in anderen Zungen“, Weissagungen und anderer Phänomene, die als von Gott inspiriert interpretiert werden). Zur Erfüllung dieses Rufes integrierten sie sich zu Beginn im „Charismatischen Zentrum“ München und nahmen dort an einem Hauskreis teil. Nach einiger Zeit gründeten sie in ihrem Zuhause in der Autharistraße ihre eigene Glaubensgemeinschaft.
1983 zog es in ein Bürogebäude in der Rüdesheimer Straße im Münchner Westend um. Im Herbst 1984 fiel der Startschuss für das erste Bibelschuljahr einer vollzeitlichen Bibelschule. Erstmals konnte 1985 zu einer internationalen Glaubenskonferenz geladen werden. Diese Veranstaltung fand von 1985 bis 1991 jährlich statt.
Im Jahr 1986 erfolgte der Umzug der Gemeinderäume in das jetzige Gebäude Am Kiesgrund in Feldkirchen bei München. Im Februar 1991 wurde die internationale Glaubenskonferenz durch die Europäischen Pastorenkonferenz abgelöst. Diese Veranstaltung fand von 1991 bis 2000 jährlich statt. 1991 erfolgte die Gründung der gospel life medien GmbH. 1992 entstand eine Missionsschule, aus der sich in der Zwischenzeit die Missionsabteilung des Gospel Life Centers entwickelt hat.
Im Jahr 1996 kam es zur Namensänderung von Wort des Glaubens, Christliches Zentrum in Gospel Life Center. Der Gemeinde war wichtig, ein modernes, zeitgemäßes Erscheinungsbild zu geben, um die noch immer gleiche Botschaft in ansprechenderer Form einem breiten Publikum attraktiv erscheinen lassen zu können. Die Verzahnung (z. B. durch Einladungen zum Predigtdienst) mit den ursprünglichen Vätern der Glaubensbewegung (z. B. Kenneth Hagin und weiteren Vertretern) war im Laufe der Jahre auch zugunsten eines etwas differierenden Profils gelöst worden. Man wollte auf die anderen Freikirchen im Münchener Umkreis zugehen und sich enger vernetzen. Die Gemeinde wurde Teil des „Kreises Münchner Leiter“, einem Zusammenschluss der freikirchlichen Gemeinschaften in München. Der Kreis Münchner Leiter ist heute integriert in die Deutsche Evangelische Allianz München.
2005 bis 2006 war das Gospel Life Center Trägerkreis-Mitglied und Unterstützer der Großevangelisationsveranstaltung ProChrist 2006, deren Hauptveranstaltungen vom 19. bis 26. März in der Olympiahalle in München stattfanden. 2006 begann die Fernseharbeit Gospel Life TV und Umbenennung des „IHP“ in International Harvest Plan. Im Oktober 2007 feierte die Gemeinde ihr 25-jähriges Jubiläum und weihte die neu renovierten Räumlichkeiten mit neuem Gemeindesaal ein.
Seit 2007 ist das Gospel Life Center Mitglied der Evangelischen Allianz München. Außerdem ist es Gastmitglied in der Arbeitsgemeinschaft Christlicher Kirchen in München (ACKiM), einem Ortsverband der Arbeitsgemeinschaft Christlicher Kirchen in Deutschland (ACK). Das Gospel Life Center gehört keinem Kirchenbund an, steht damit unabhängig als Einzelkirche mit der Rechtsform eines gemeinnützigen Vereines.

## Aktuelle Situation
Gründer und Pastor des Gospel Life Centers ist John Angelina, geboren am 20. Mai 1954 in Providence, Rhode Island, USA. Nebenbei spielte er in seiner ehemaligen Band John Angelina's AMEN und ist Autor mehrerer Bücher. Die Leiterschaft erfuhr in den vergangenen Jahren vielfachen Wechsel. Zur aktuellen Leiterschaft des Gospel Life Centers gehören weiterhin dessen Frau Mirjana Angelina, Mitgründerin des Gospel Life Centers, Leiterin von Gospel Art STUDIO, Sprecherin bei Radio-, TV- und Werbesendungen sowie Autorin von Theaterstücken und Stephan Steinle, Missionsleiter im Gospel Life Center und Gründer und Leiter von International Harvest Plan.
Das Gospel Life Center gibt an, durch den Dienst von Stephan Steinles India Harvest Plan in Indien und Pakistan während der letzten acht Jahre (Stand Januar 2007) etwa 3 Millionen Menschen zum Glauben an Jesus Christus geführt und die Gründung 73 neuer Gemeinden initiiert zu haben.
Laut Angaben des Zoe Gospel Centers (Zoe Evangelistische Vereinigung) in Zürich hat das Gospel Life Center in München deren Arbeit vor allem in den Gründerjahren bedeutend unterstützt und begleitet.
Das Gospel Life Center ist denominationslos im Sinne von Zugehörigkeit zu einer klassischen Denomination, beabsichtigt aber nicht eine Denomination zu gründen oder Partnergemeinden zu starten.

## Gottesdienste
Die Gottesdienste sind zeitgenössisch gestaltet. Sie verzichten auf traditionelle Formen und Liturgien, sind aber wegen ihrer Ausmaße trotzdem sorgfältig geplant. Man bedient sich zeitgemäßer Technik, wie zum Beispiel Videoprojektor und Beschallungsanlage. Parallel hierzu gibt es eine Baby- und Kleinkindbetreuung, einen Kindergottesdienst und einen eigenen Jugendgottesdienst.
Ein besonderes Merkmal sind die Sendeformate der Sonntags-Gottesdienste im regionalen Radio auf UKW 92,4 MHz und im Fernsehen auf münchen.tv mehrmals in der Woche.
Das Gospel Life Center vertritt vergleichbar des Gospel Forums in Stuttgart eine neocharismatische, fundamentalistische Theologie, die von der Unfehlbarkeit der Bibel ausgeht.

## Arbeitsbereiche
Die Gemeinde betreut einen eigenen Theatersaal mit 90 Plätzen. Das Gospel Art Theatercafé wurde 2004 gegründet. Dazu gehört auch das Gospel Art STUDIO, das zum Ziel hat, das Evangelium durch die darstellende Kunst in das Kultur- und Alltagsleben der Gesellschaft zu tragen. Im Gospel Art KOLLEG wird Schauspiel und Tanz gelehrt. 
Außerdem gibt es noch „gospel life zu hause“ (eine Hauskreisarbeit), die „gospel life kids“ (einen regelmäßigen Kindergottesdienst, der parallel zu den Sonntagmorgengottesdiensten stattfindet), den „Gospel Mini Club“ (eine Eltern-Kind-Gruppe), die „Gospel Life Jugend“ YOUnited und den Arbeitsbereich „Geschäftsleutekreis“. Ferner gehören der Arbeitsbereich „Musik“ und „Amen-Music“ zum Gospel Life Center.

## Lehre
Das Gospel Life Center versteht sich nach eigener Aussage als unabhängige Freikirche, welche die christlichen neutestamentlichen Lehren der Bibel vertritt, jedoch ein Glied von vielen freikirchlichen Gemeinden und Kirchen im sogenannten „weltweiten Leib Christi“ ist.
Das Gospel Life Center bekennt sich zum Apostolischen Glaubensbekenntnis:

„Die christliche Lehre des dreieinigen Gottes: Vater, Sohn und Geist.

Der Glaube, dass Jesus Christus Gottes Sohn ist, der Mensch wurde, für uns starb und auferstanden ist.

Der Glaube an das heutige Wirken des Heiligen Geistes, dass Er den Menschen Gott offenbart und Christen mit Seiner Kraft erfüllt.

Der Glaube, dass die Bibel das Wort Gottes ist, vom Heiligen Geist inspiriert.“